# Tisău (gmina)
Tisău – gmina w Rumunii, w okręgu Buzău. Obejmuje miejscowości Bărbuncești, Grăjdana, Haleș, Izvoranu, Izvoru, Leiculești, Pădurenii, Salcia, Strezeni, Tisău i Valea Sălciilor. W 2011 roku liczyła 4704 mieszkańców.